# Compagnie de 1602

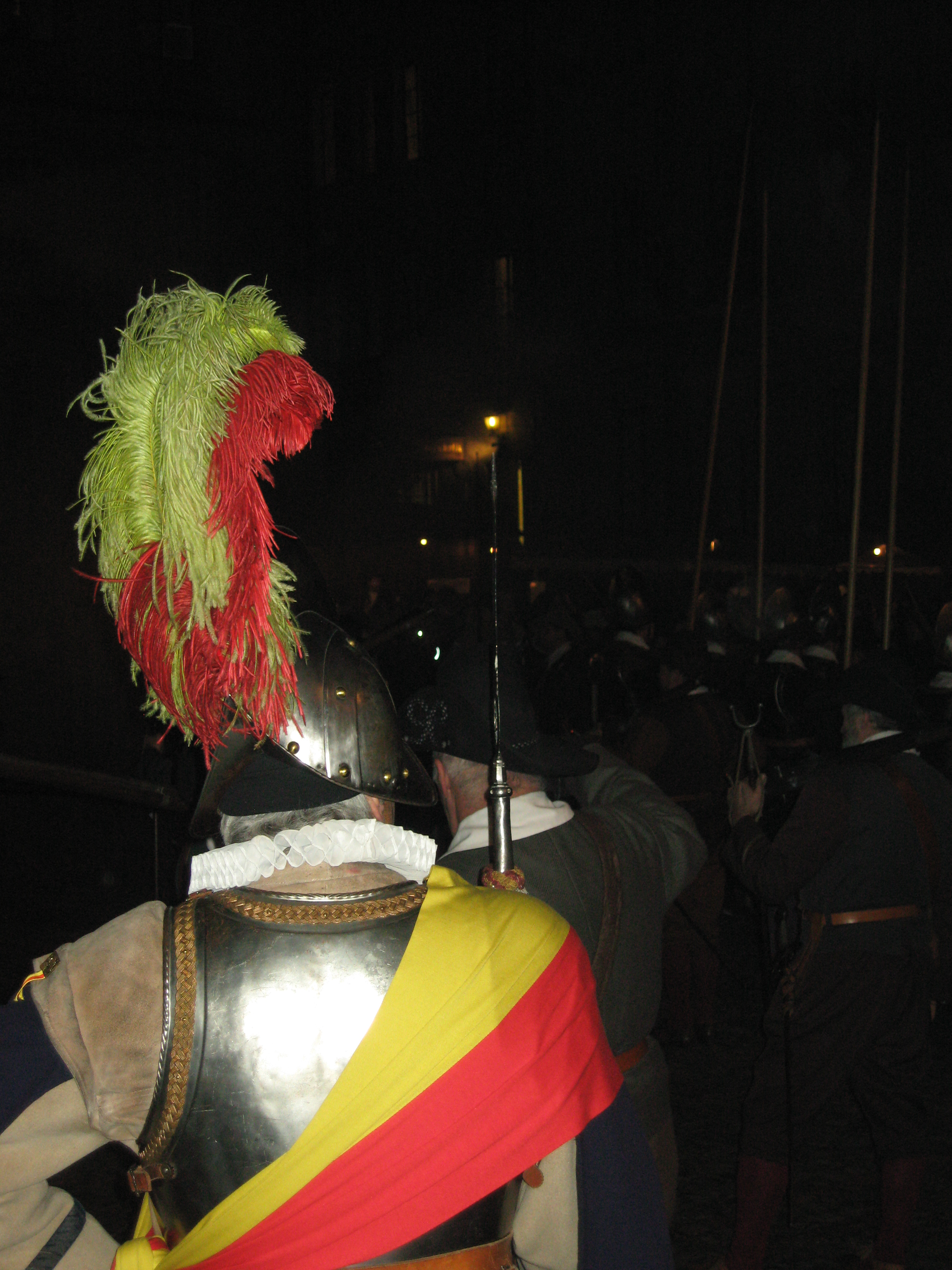
Commandant des Piquiers, Compagnon de 1602.

La Compagnie de 1602 est une association historique et patriotique genevoise fondée le mercredi 31 mars 1926 dépositaire des commémorations officielles de la Fête de l'Escalade.

## Origines et fondation

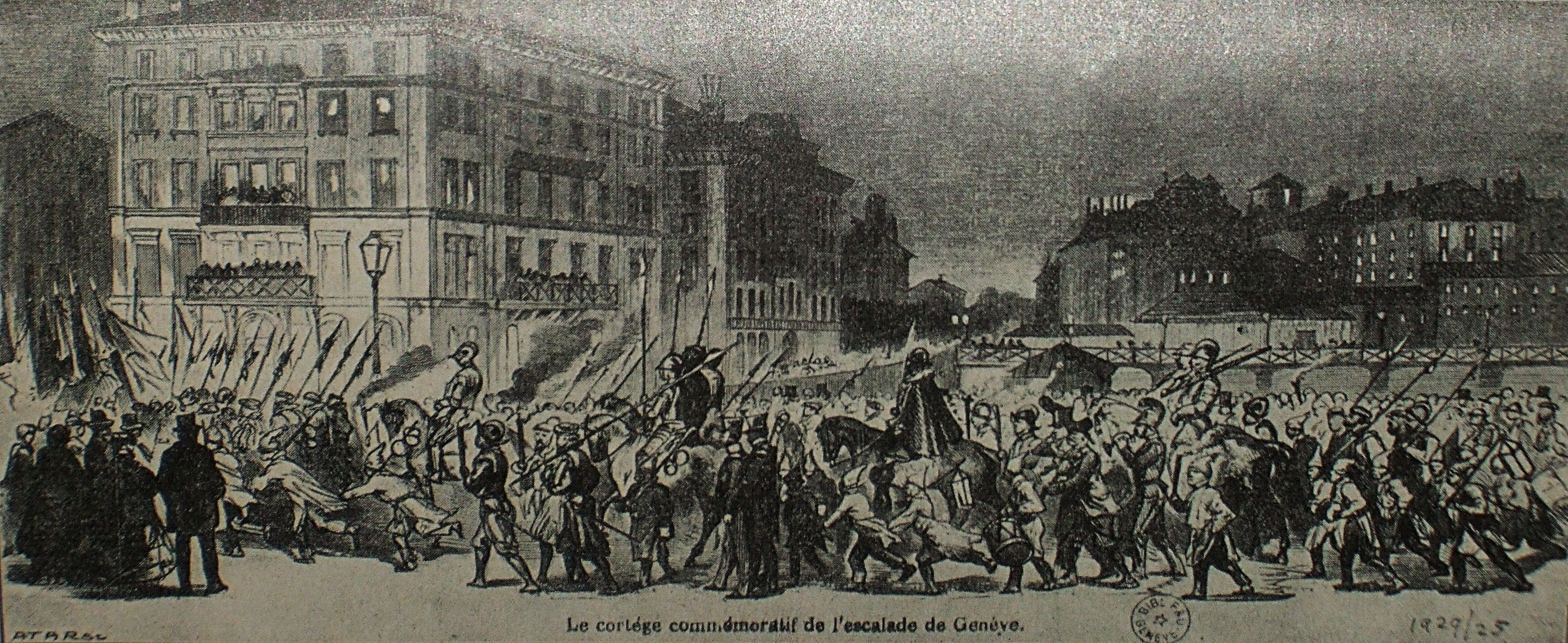
Le Cortège commémoratif de l'Escalade en 1867.

Le premier cortège référencé comme tel semble dater de 1793 ; il part alors de la Maison de ville (actuel hôtel de ville) et regroupe des citoyens armés et en uniforme, des autorités genevoises et nationales ainsi que des clubs patriotiques. À l'occasion de cette cérémonie dont le Journal de Genève du 16 décembre 1793 se fait l'écho, les armes, cuirasses, pétard des ennemis ainsi que la fameuse marmite de la Mère Royaume sont exhibés par des citoyens au sein de la procession ; la présence des échelles et du canon qui les brisa est également mentionnée.
Dès le milieu XIXe siècle on note un renouveau de l'esprit patriotique en Suisse et à Genève. Ainsi, si l'Escalade - c'est-à-dire l'échec de la prise de Genève par le Duc de Savoie -  a été commémorée quelques jours seulement après l'attaque savoyarde en décembre 1602, c'est véritablement vers 1860 que les fêtes patriotiques connaissent leur essor : à Genève, l'Escalade constitue un bon exemple de ce phénomène.
Durant ces années plusieurs monuments sont érigés et différents événements ont lieu : entre autres, la construction de la fontaine de l'Escalade en bas de la rue de la Cité (1853), les premiers cortèges (1867-1868 et 1871), des banquets patriotiques ou encore la première mention de la marmite de l'Escalade (10 décembre 1881).
Durant ces années, ce sont principalement des sociétés militaires — la Société des sous-officiers — ou étudiantes — Zofingue — qui célèbrent l'Escalade.
Outre les cortèges de la fin des années 1860-début 1870 ou les cavalcades improvisées certaines années (1872-1873) par quelques cavaliers costumés — dont le premier héraut de la Compagnie, Frédéric Kursner — il faut rappeler l'existence de festivités déguisées. Pendant une dizaine d'années, à partir de 1874 environ, ce sont des charivaris et des célébrations plutôt carnavalesques qui ont lieu. En 1884, puis en 1885, ce sont des concours de masques et un cortège populaire déguisé qui sont mis sur pied.

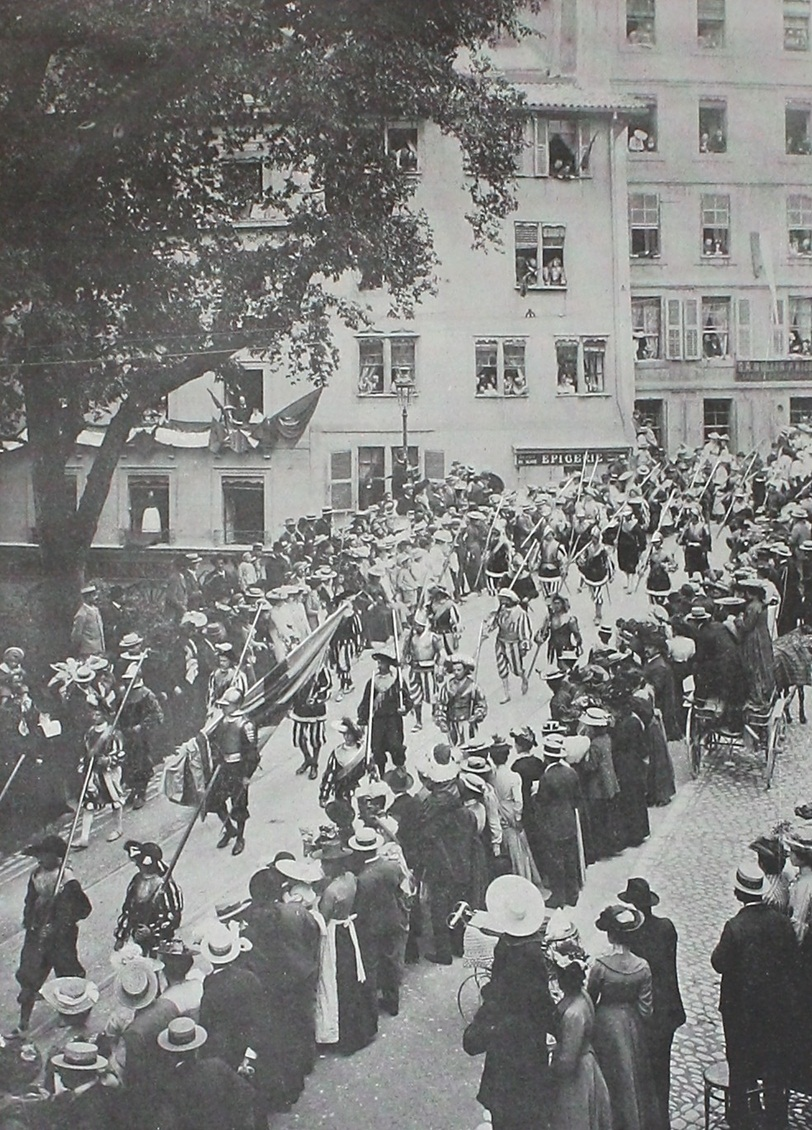
Cortège du 1er juin 1903 arrivant au Bourg-de-Four.

### 1902-1926, du tricentenaire à la fondation de la Compagnie
En 1892, en réaction aux manifestations carnavalesques considérées à l'époque par certains comme immorales, un cortège historique a à nouveau lieu sous l'impulsion de quelques citoyens. Il se compose de deux groupes distincts partis de chacune des rives se réunissant dans les rues basses. Tous les chars et les cavaliers partaient alors de la rive droite, les organisateurs ayant renoncé à leur faire emprunter la rue Verdaine jugée trop raide et trop dangereuse. Six ans plus tard, en 1898, l'Association patriotique genevoise pour la rénovation de l'Escalade est créée en vue de la célébration du tricentenaire de l'Escalade. La création de cette association est née de la réponse du Conseil d'État Alfred Dimier à une pétition relevant le peu de « dignité » et les « scènes scandaleuses » qui se déroulaient lors de la fête de l'Escalade.
La réponse du Conseiller d'État Dimier, chargé de la Justice et de la Police :

« Le remède, je le vois bien mieux dans un appel à adresser au patriotisme de nos concitoyens, au respect qu'ils doivent à la mémoire de nos ancêtres, au sentiment national qui ne saurait trouver sa satisfaction dans les déguisements et les travestissements d'un goût plus ou moins douteux qui sont devenus depuis quelques années et pour le gros public la caractéristique de notre vieille fête de l'Escalade. En un mot, c'est sur l'esprit de notre population qu'il faut agir. C'est par la persuasion que nous arriverons à rendre à ces belles journées la dignité qu'elles ont peu à peu perdue. »

Le 12 décembre 1902, le Cercle des Arts et des Lettres constitue un cortège de 249 figurants, auquel s'associent les magistrats, des écoliers, des étudiants et des sociétés en tout genre. Ce même jour des cérémonies officielles ont lieu à la Cathédrale Saint-Pierre, aux temples de Saint-Gervais et de la Madeleine, ainsi qu'à l'église catholique du Sacré-cœur. À cette occasion, la plaque commémorative de la Corraterie est inaugurée par le Conseiller d'État Henri Fazy.
Le véritable Cortège commémoratif du troisième centenaire de l'Escalade est repoussé au Lundi de Pentecôte, 1er juin 1903, pour causes de troubles politiques et de la grève de la CGTE dans la ville. Ce Cortège conduit par le colonel Audeoud rassemblera 1150 participants et 200 chevaux.
Après des interdictions officielles du Conseil d'État durant les années de guerre entre 1914-1918 et durant l'épidémie de Grippe espagnole, un Cortège est à nouveau organisé en 1919. Les documents nous apprennent qu'il regroupa 1000 participants et qu'il coûta environ 3000 francs. Cependant, étant donné les difficultés financières générées par l'époque, ce ne sont que de plus modestes réunions qui sont organisées les années suivantes 1920, 1921, 1924 et 1925 — toujours autour de lectures de la proclamation.

### Un nouveau nom: la Compagnie de 1602 prend le relai
La Compagnie de 1602 telle qu'elle existe actuellement a été fondée le 31 mars 1926. Le bulletin du 20 novembre 1926 nous apprend ainsi que « la Compagnie de 1602 a succédé à l'ancien Comité qui, sous l'active et intelligente direction de son vénérable président d'honneur, M. Louis Roux, aidé de fidèles collaborateurs, s'est efforcé pendant plus de vingt ans de donner aux fêtes de l'Escalade le caractère tout à la fois sérieux et pittoresque, qui leur convient ».

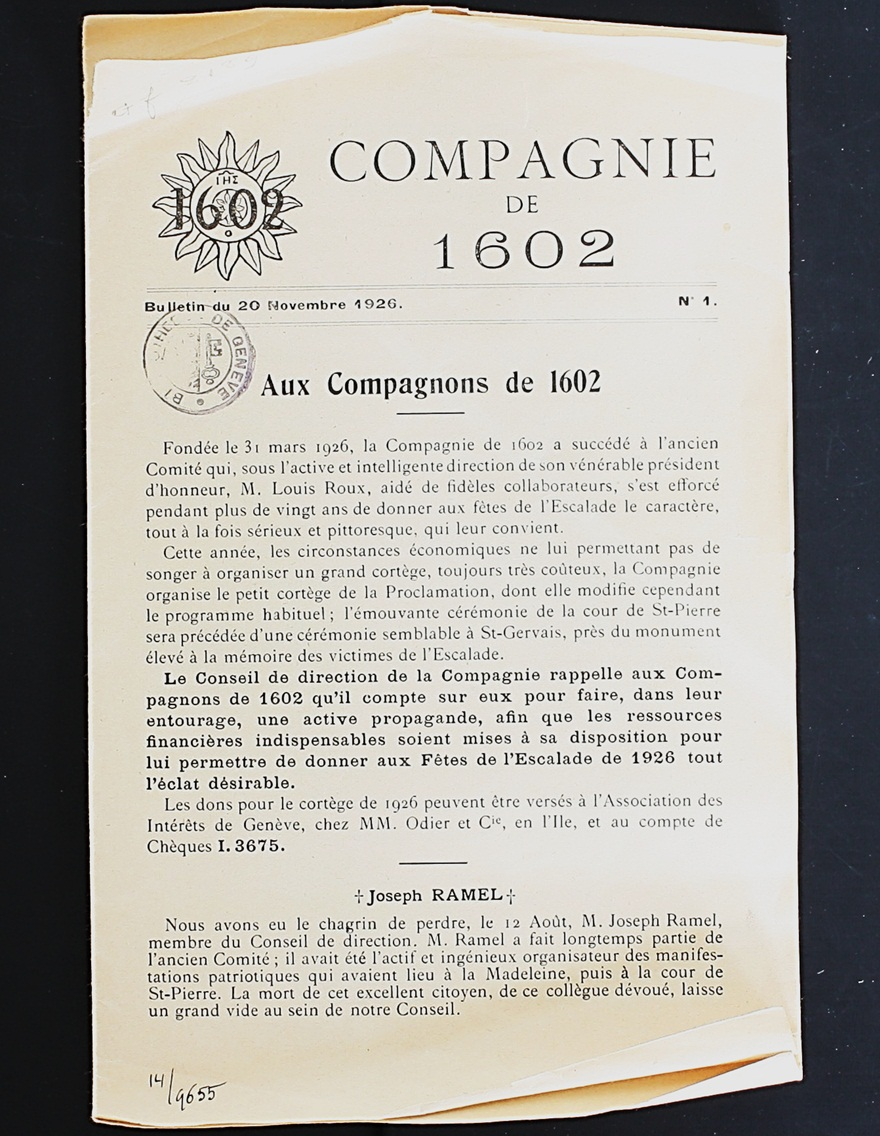
Première page du premier bulletin officiel de la Compagnie de 1602. 20 novembre 1926.

Le 27 octobre 1926, quelques mois après sa fondation, la Compagnie se compose ainsi:
- Un comité directeur comptant 7 membres : Gustave Maunoir (président) Frédéric Kursner (vice-président et premier héraut de la Compagnie), Robert Vettiner (secrétaire), Gaston Maurier (trésorier), Louis-J. Courtois (archiviste), Marc Odier (conservateur du matériel) et Pierre Jaccard.
- Un conseil de direction comptant 14 membres : Louis Roux (président d'honneur (mort en 1930)), Ferdinand Baerlocher, Antoine Bastard, Alfred Blanchet, Auguste Bolle, David Decrue, Guillaume Fatio, Louis Favre, Frédéric Finaz, Charles Gertis, William Keller, Paul-E. Martin, Henri Piguet et Alphonse Romand.
- Les simples membres — nommés Compagnons — dont font partie par exemple : Gustave Ador, Édouard Elzingre, John Grasset, Alfred Dimier, Louis Blondel (architecte et archéologue cantonal), Edmond Chenevière, Marcel Kursner, Émile Rivoire, Ernest Chaponnière, Maurice Brachard...

En tout, c'est donc 56 hommes, mais aussi deux sociétés — la société de gymnastique d'hommes de Genève et Pro Helvetia — qui forment cette nouvelle association.

#### Les présidents
À Gustave Maunoir succèdera Albert-E. Roussy. Puis, dans les années 1950, Fernand Basso sera président de la Compagnie avant de céder sa place à Eugène-Louis Dumont dans les années de 1963 à 1978. Gabriel Schmutz occupera par la suite cette fonction jusqu'au milieu des années 1990. Depuis, six présidents différents se sont succédé, parmi lesquels, pour la première fois, dans les années 2000, une femme, Corinne Gobet-Mahler. Les autres présidents furent Christian Colquhoun, Alain Decrausaz, Ivan Rochat et Jean-Paul Vulliéty. Jean-Marc Barberis en est le président actuel depuis 2019.

## La transition: 1926-1952

### Le Cortège se définit et s'étoffe
Au départ, entre 1926 et 1929, faute de moyens, la Compagnie de 1602, tout nouvellement créée, ne peut faire mieux que l'ancien comité : de petits cortèges ont donc encore lieu.
Toutefois, quelques changements arrivent petit à petit. En 1927, le petit cortège prend, pour la première fois, le nom de « Cortège historique de la proclamation », il a lieu le dimanche 11 décembre entre 17h15 et 19h et son itinéraire est publié dans le bulletin.
Deux ans plus tard, en 1929, le Cortège qui débute à 20h15, compte sept proclamations : au Bourg de Four, à la Fontaine de l'Escalade, à Saint-Gervais, à Chantepoulet, au Molard, à la Madeleine et dans la Cour St-Pierre. Pour la première fois, dans la rue de la Tertasse, la plaque Jean Canal (syndic de Genève tué à la Porte de la Tertasse durant l'assaut des Savoyards,), offerte cette même année par la Tribune de Genève pour ses 50 ans, est fleurie. Le Cortège, composé de quelques dizaines de compagnons, comprend, mis à part quelques "escholiers" c'est-à-dire des étudiants, uniquement des groupes armés : le groupe du héraut, les piquiers, les arquebusiers et les argoulets (arquebusiers à cheval), tous éclairés par des porteurs de torches.
Puis, en 1930, apparaissent pour la première fois un commandant du cortège, un banneret de la Compagnie, un groupe de civils bourgeois, des tambours qui, cependant, devaient faire partie des cortèges depuis longtemps déjà ; en 1934, ce sont les couleuvriniers, les syndics ainsi que les bourgeoises qui font leur apparition ; puis en 1935, les rejoignent Théodore de Bèze, la Mère Royaume sur un âne prêté par le zoo de Genève, le sautier, les conseillers, et les fifres et tambours de la Compagnie. En 1936, c'est le guet qui fait son apparition.
En 1937-1938, les groupes s'étoffent davantage : on compte un groupe composé des héros de l'Escalade  ; celui des bourgeoises voit Dame Piaget, Dame Aguiton et Dame Anjorrant défiler aux côtés de la Mère Royaume.
En 1939, si la guerre contraint la Compagnie à n'organiser qu'un petit Cortège, un nouveau groupe fait malgré tout son apparition : la paysannerie. Et en 1940, pour la première fois, le Cortège comprend un châtelain et une châtelaine de Jussy.
De façon générale, durant toute la période des années 1930, et à l'exception notable de l'année 1932 où le Conseil d'État interdit tout rassemblement et Cortège, à la suite de la fusillade du 9 novembre 1932, le Cortège prend de l'ampleur et devient une tradition annuelle.

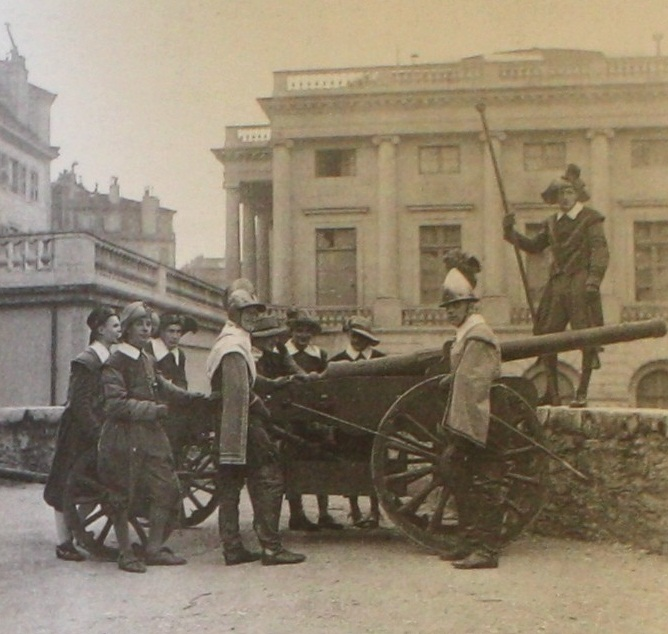
Les couleuvriniers sur le bastion Mirond en 1950.

### Les années 1940
En 1942, à l'occasion du bimillénaire de Genève (célébration du passage Jules César en 58 av. J.-C.), la Compagnie est mise en lumière et participe activement aux célébrations — notamment grâce à son président, A.-E. Roussy, alors également responsable du comité d'organisation du bimillénaire.
La fin des années 1940 est marquée par les prémisses de reconstitutions très modestes le dimanche après-midi précédant l'Escalade : elles ont lieu au passage de Monetier, à Saint-Gervais, au Bastion Mirond ou à la Fusterie.
Le Cortège, jusqu'alors organisé chaque 11 décembre, se déroule dès 1948 le deuxième dimanche du mois de décembre en fin d'après-midi — ce qui ne changera plus.

## 1952: le350eanniversaire
En 1952, à l'occasion des 350 ans de l'Escalade, la Compagnie organise des festivités plus importantes. On notera cette année-là la visite du général Guisan et la publication d'un ouvrage historique de près de 550 pages faisant référence : L'Escalade de Genève - 1602 : Histoire et Tradition, sous la direction de Paul-F. Geisendorf et du Comité pour le 350e anniversaire de l'Escalade. Une importante exposition se tient également au Musée d'art et d'histoire et des cavalcades costumées ont lieu à travers tout le canton.

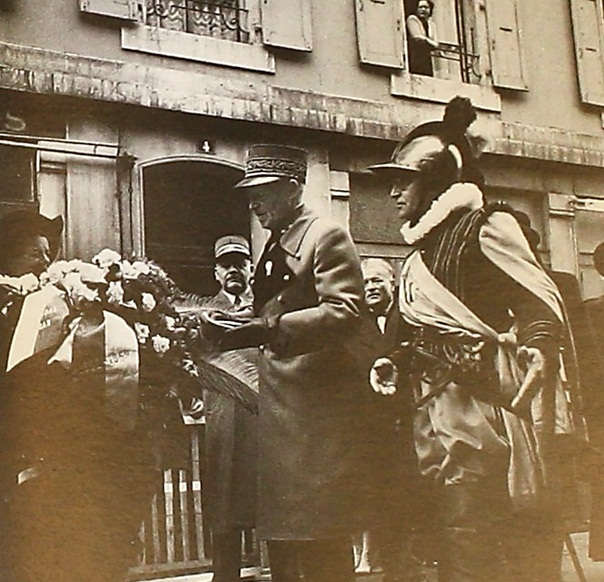
Visite du général Guisan lors du Cortège de l'Escalade, à Saint-Gervais en 1952.

## Les reconstitutions historiques
Dans les années 1970-1980 apparait la volonté d'organiser l'Escalade sur tout un week-end. C'est à cette époque que se développent les animations costumées en vieille-ville. À cette occasion, les arquebusiers sont dotés d'armes fonctionnelles (en 1983), les piquiers étudient le maniement de leur long-bois et des cabanes sont installées pour la vente de produits. Cette démarche se perpétue depuis lors sous différentes formes et au sein de différents groupes.

## Devenir Compagnon
Le bulletin du 20 novembre 1926 mentionne :

« Il importe que les Compagnons de 1602 soient nombreux. Les conditions d'admission sont les suivantes : Être citoyen suisse ;  être présenté  par deux compagnons. Les compagnons paient un droit d'entrée de 10fr. au minimum; ils ne paient point de cotisation annuelle. »

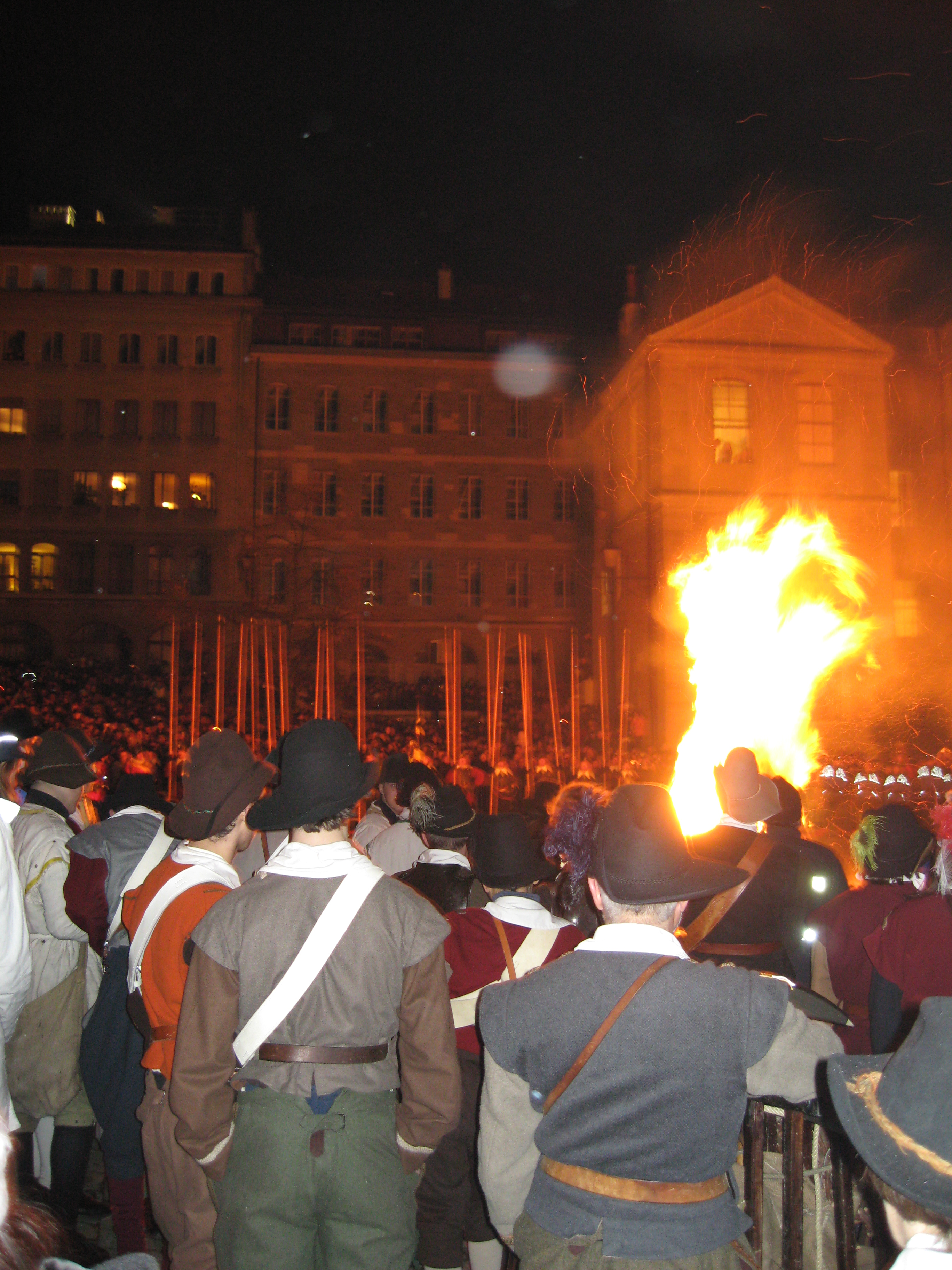
Cour Saint-Pierre à l'arrivée du Cortège.

Nouvelle condition d'entrée: Depuis l'assemblée générale ordinaire du 6 octobre 2021, il n'y a plus de distinguo entre les membres. L'article 8 des statuts mentionne que "les personnes morales de droit suisse ou étrangères peuvent être reçues au sein de la Compagnie en qualité de membres collectifs". Le parrainage de deux compagnons restent des conditions d'entrée inchangées.  Les femmes (depuis 1927) et les enfants (depuis 1928) sont reçus comme compagnes et jeunes compagnons. Enfin, il n'existe aucune distinction religieuse, politique ou sociale au sein de cette association.
Cette association reposant sur le principe du bénévolat, une cotisation annuelle est en outre versée par les membres, tandis que le droit d'entrée — perçu à l'origine — a disparu.
En 2011, la société comptait environ 2 400 membres physiques et moraux.

## Les costumes
Les costumes portés par une partie des compagnons — environ 800 personnes — lors du week-end de l'Escalade ne sont pas d'époque. Certains parmi les plus anciens datent du deuxième quart du XXe siècle, c'est aussi le cas des accessoires, cuirasses, armes, etc. Ils ont été confectionnés en se fondant essentiellement sur les dessins que le peintre Édouard Elzingre a réalisés en 1915 pour l'ouvrage La Nuit de l'Escalade — dessins pour lesquels Elzingre s'est inspiré des cortèges de 1902-1903 ou d'œuvres flamandes du XVIIe siècle. Aujourd'hui, les études historiques tendent à montrer que le choix de certaines couleurs ou de certains ornements ne correspondent pas aux ordonnances somptuaires édictées à Genève près de 70 ans après l'adoption de la Réforme protestante. Une entreprise continue de création de nouveaux costumes ou de restauration d'anciens est donc en cours.

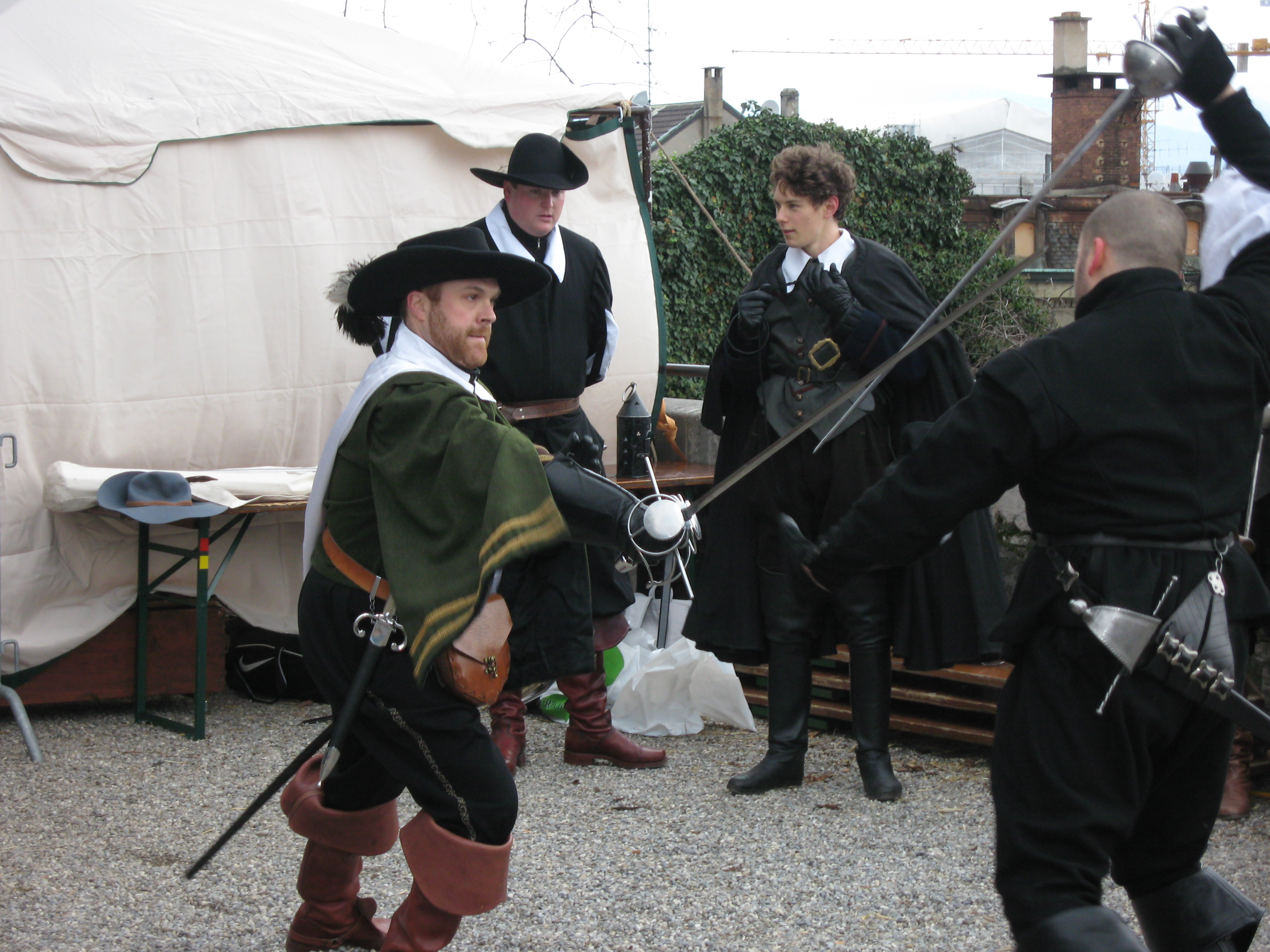
Démonstration d'escrime ancienne.
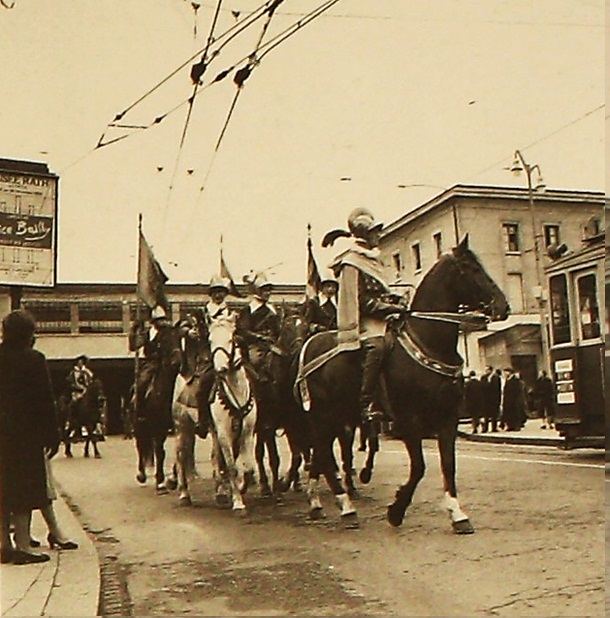
Troupe d'argoulets à Cornavin, décembre 1952.
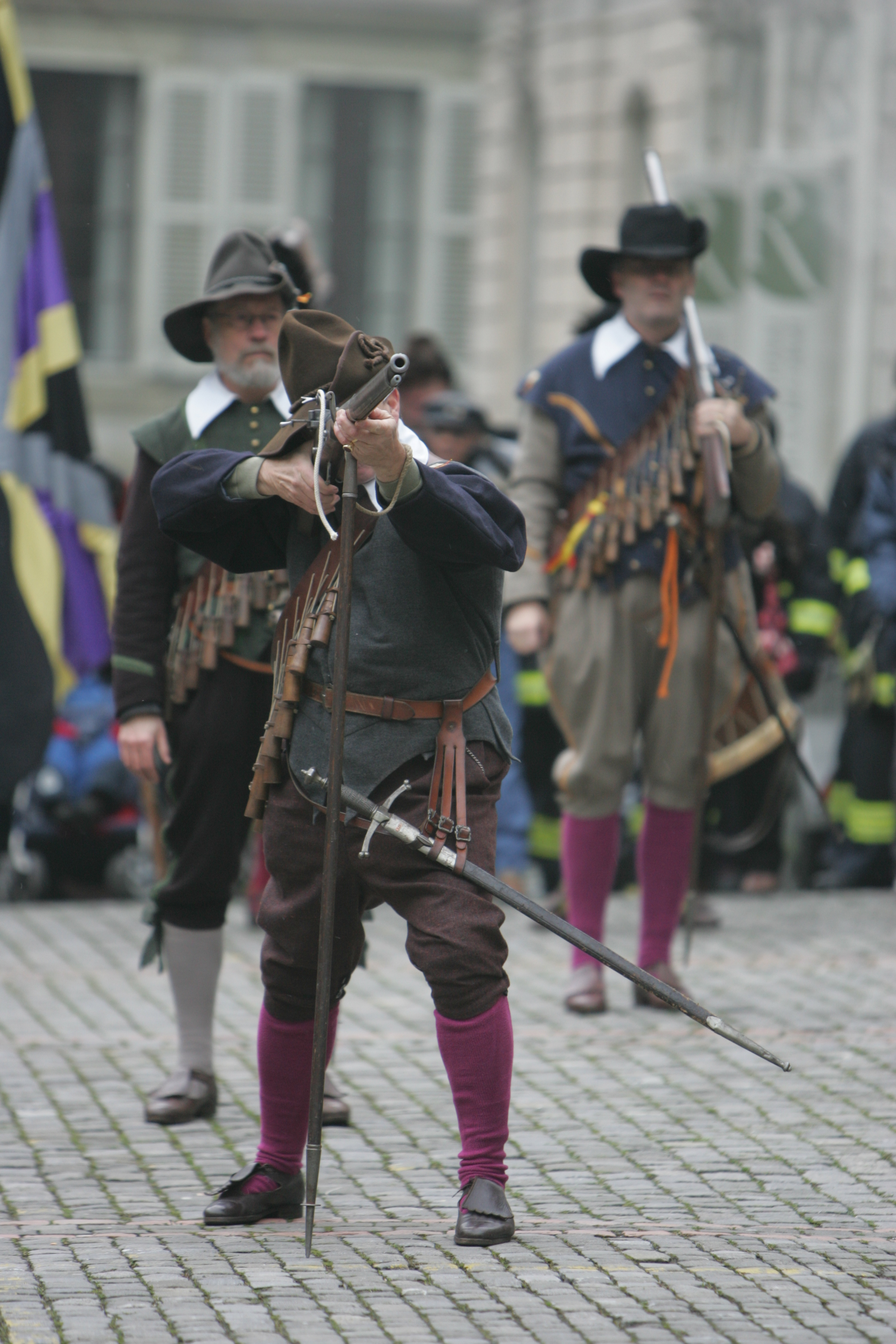
Salve d'arquebuse.
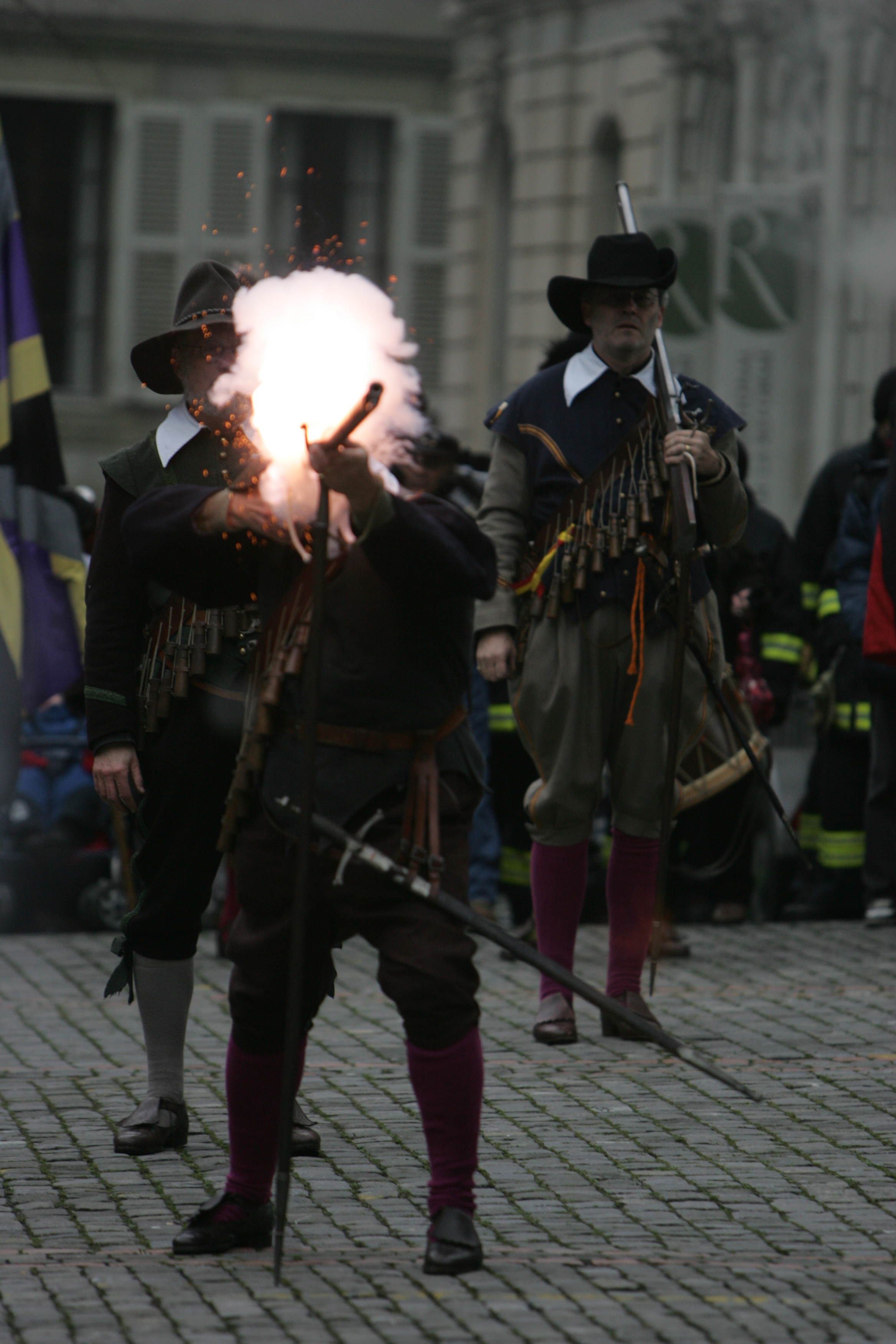
Salve d'arquebuse.
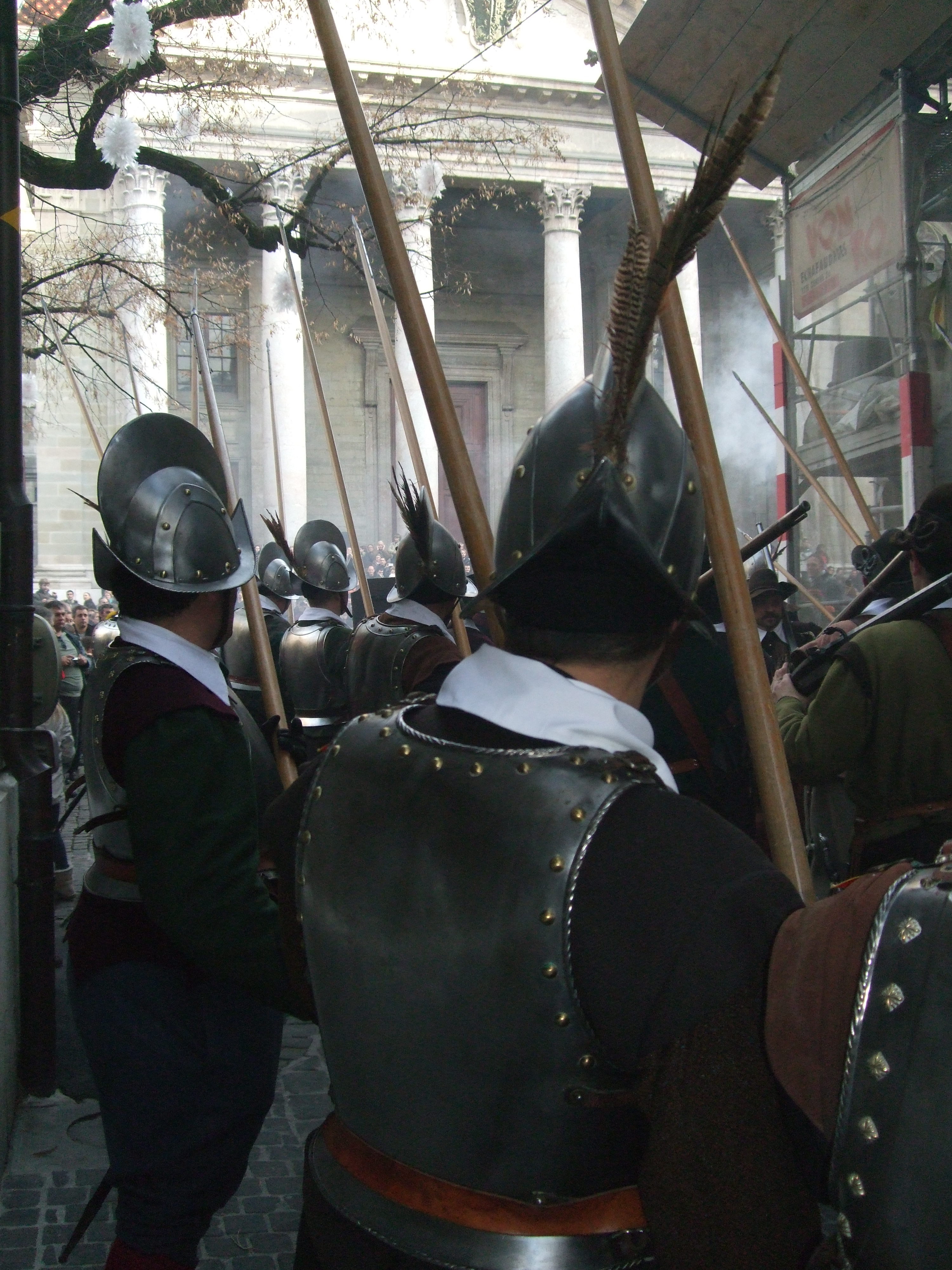
Défense de la rue Otto-Barblan par la section des Piquiers, des Arquebusiers et du mantelet.
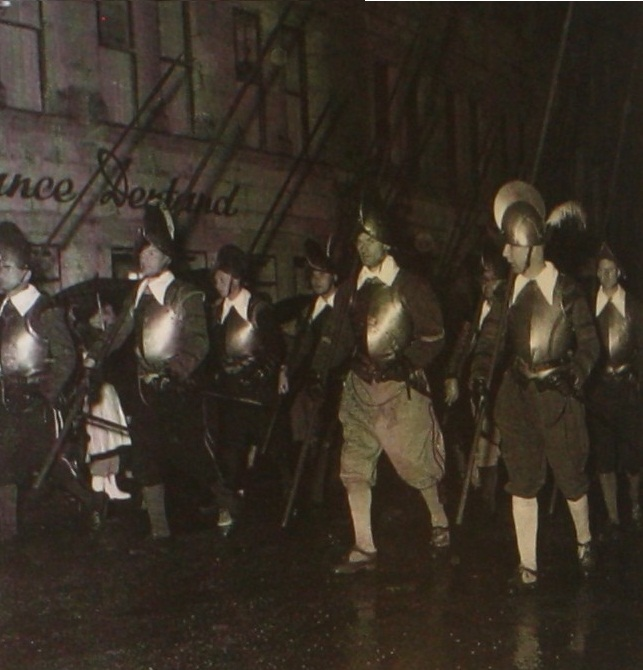
Piquiers, Cortège 1952. 350e anniversaire.
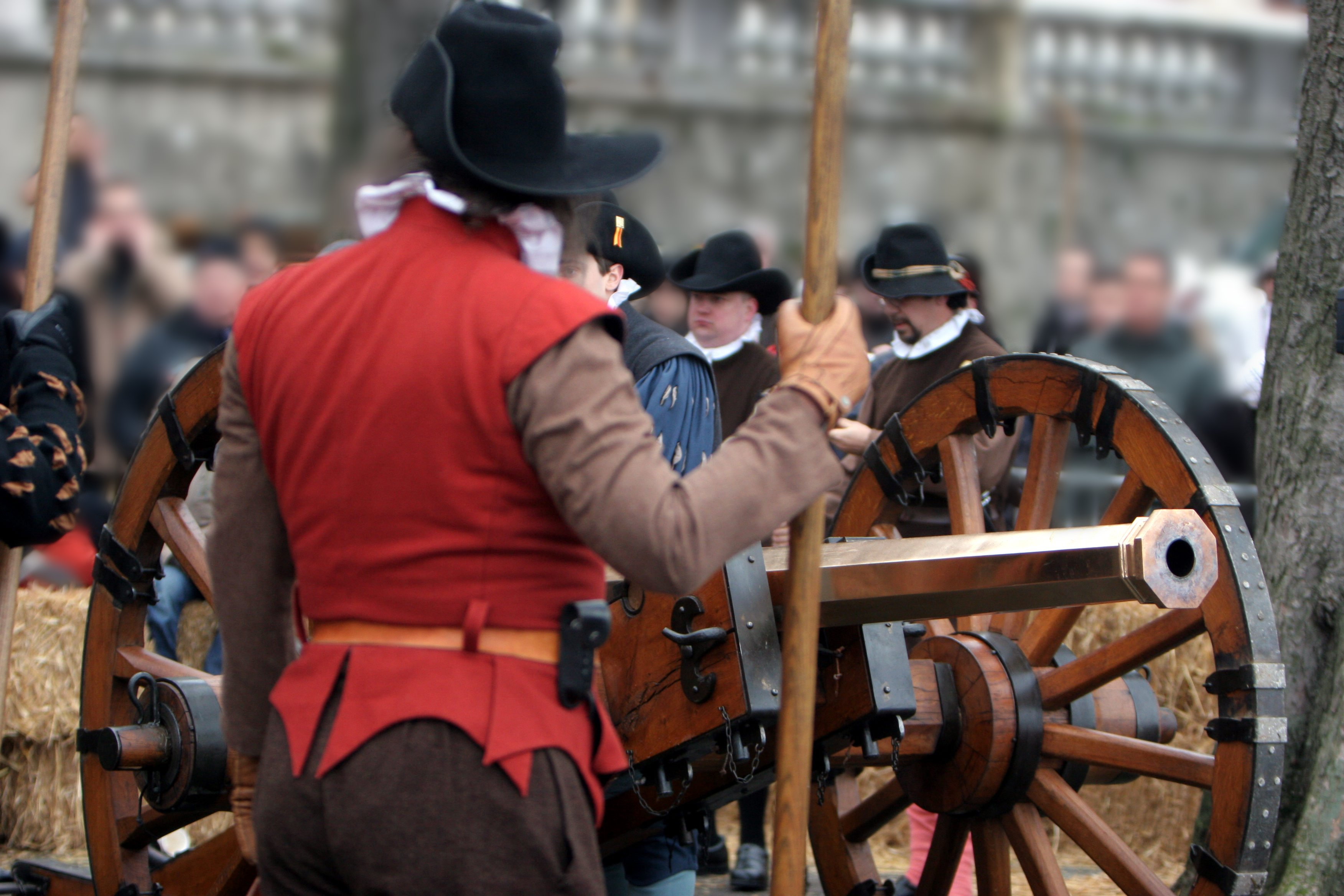
Canon "Falco".
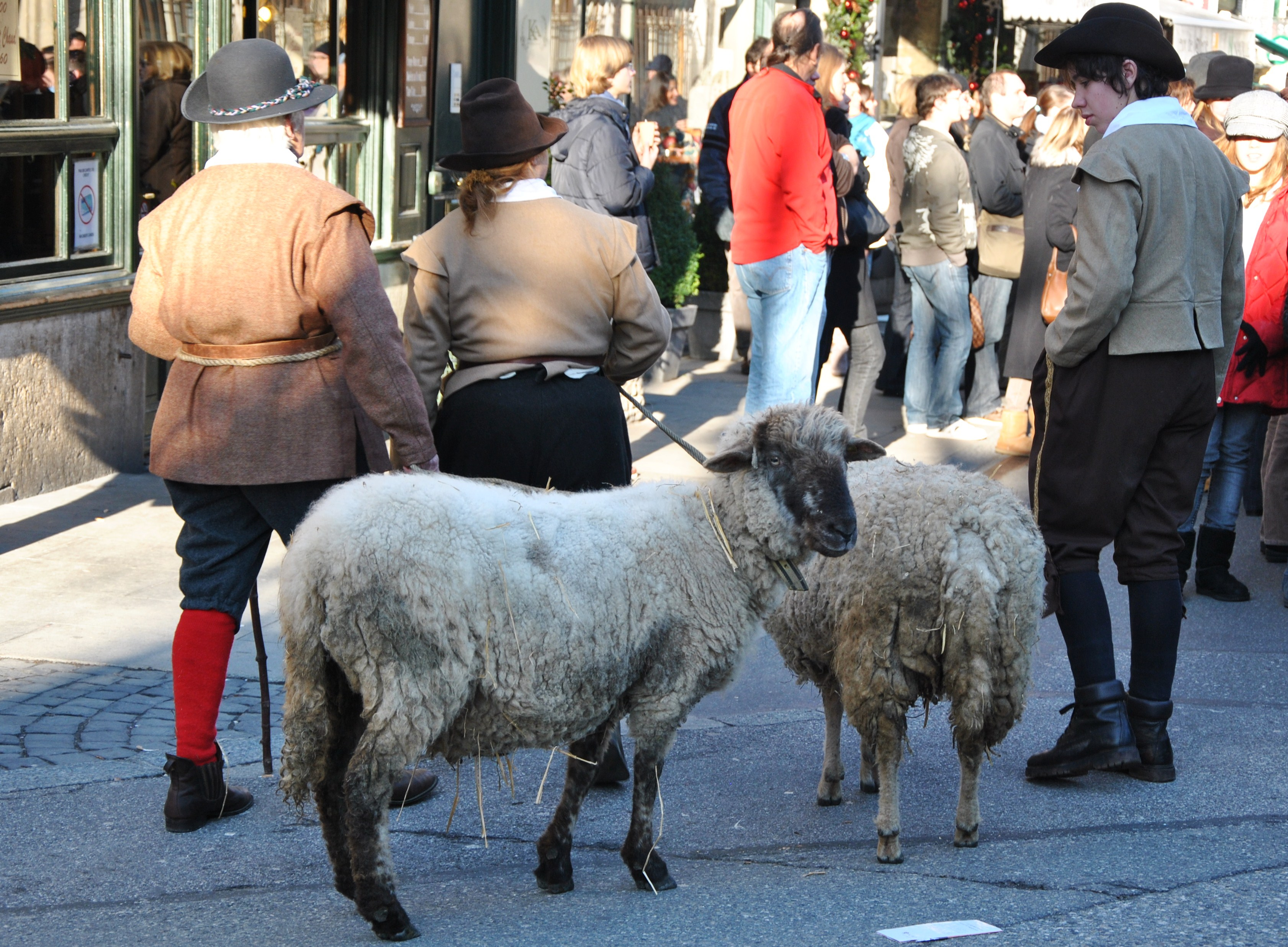
Moutons de 1602.
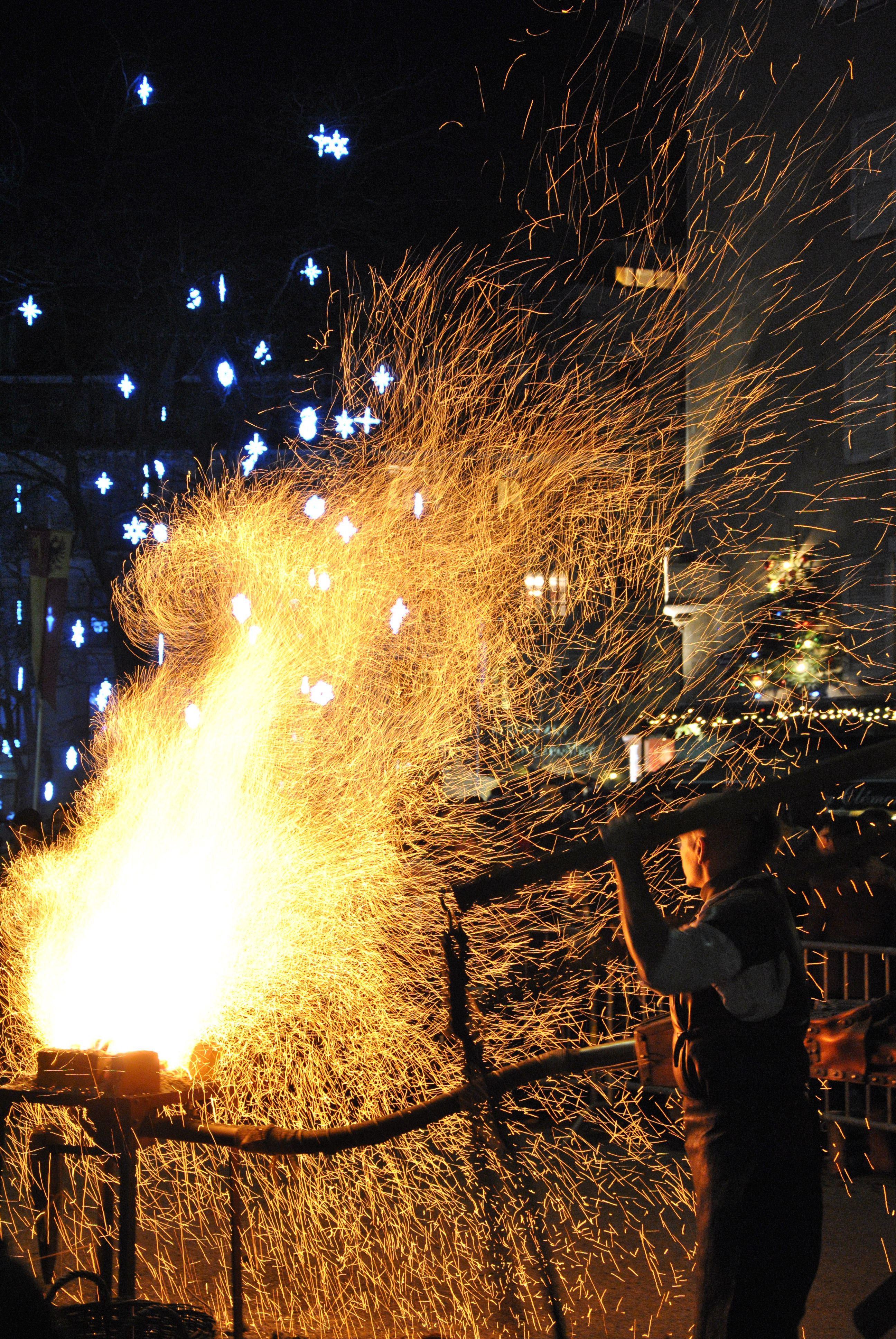
Travail à la Forge.
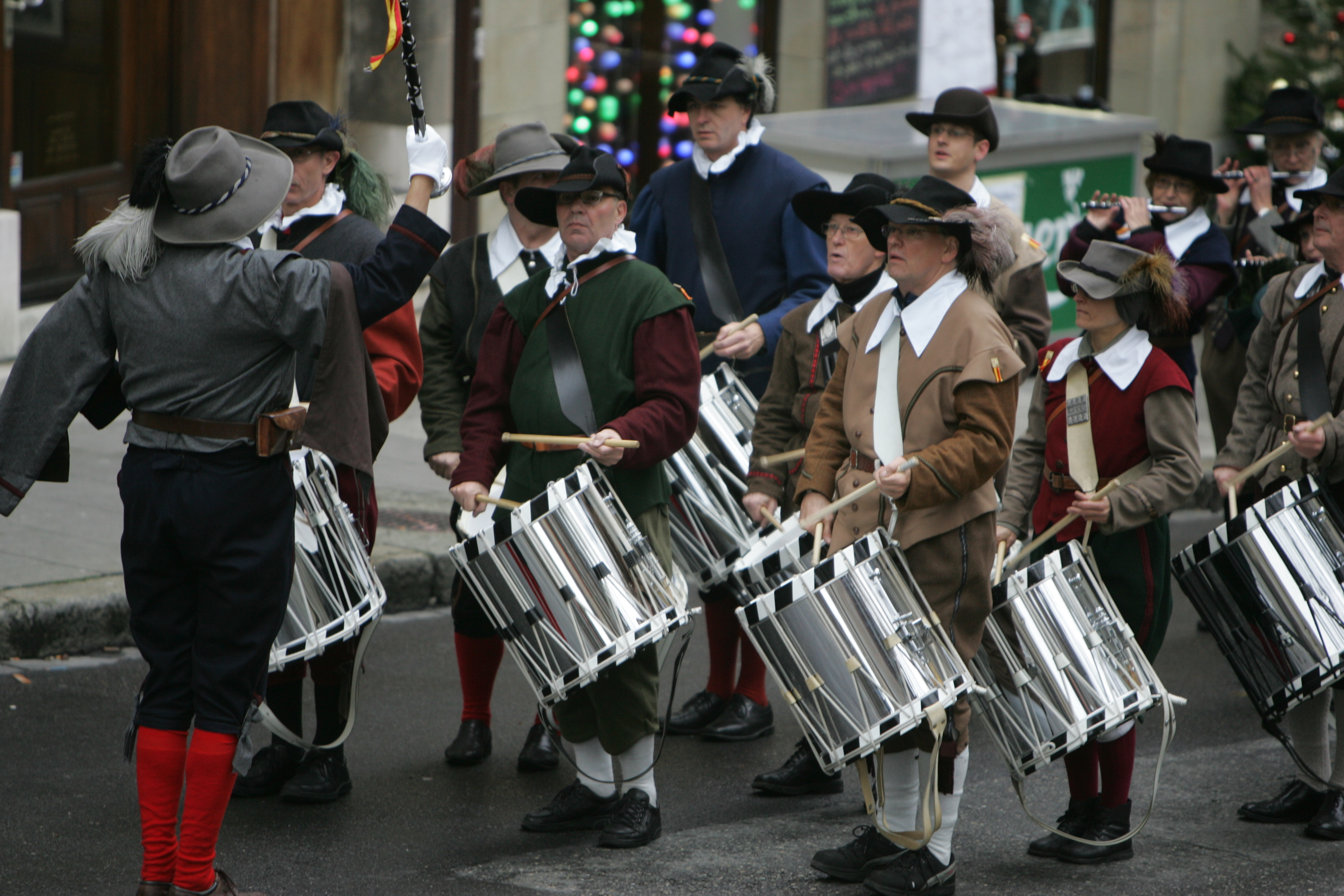
Clique de fifres et tambours bâlois.
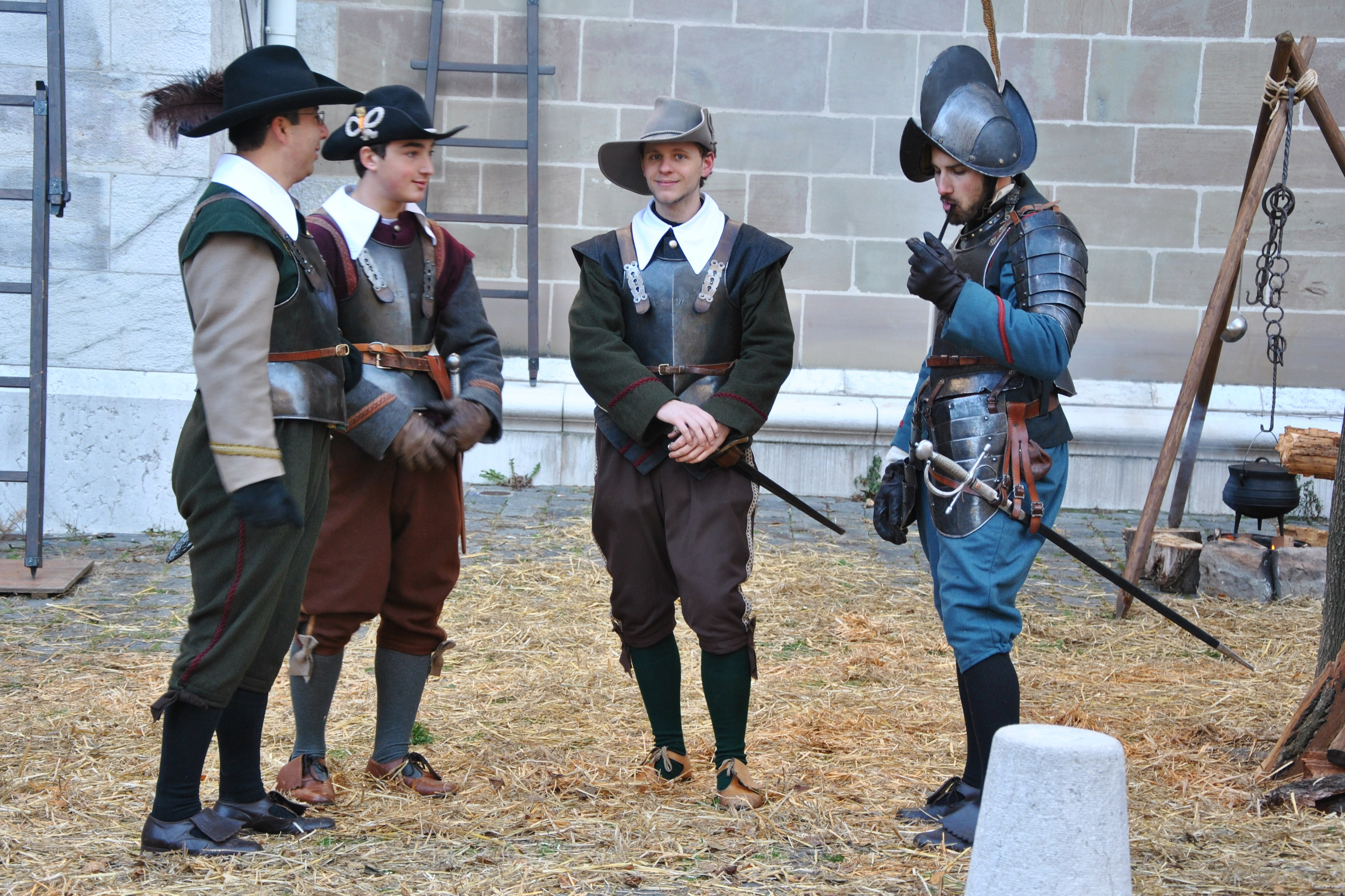
Groupe du Pétardier.

## Le Cortège de la Proclamation
Le dimanche soir, éclairé par des porteurs de torches recréant une ambiance d'époque, le Cortège attire plusieurs dizaines de milliers de personnes en ville de Genève. Réunissant en bon ordre l'ensemble des compagnons costumés, des chevaux, des attelages et des armes, il s'agit d'une parade parcourant la vieille-ville, les rues basses, et le quartier de Saint-Gervais (sur la rive droite) durant plus de 3 heures.
Tout au long du parcours, le Cortège s'arrête en cinq lieux emblématiques de la ville (Bourg-de-Four, Molard, Coutance, Corraterie, cour Saint-Pierre), places où le héraut, cavalier vêtu aux couleurs de Genève, prononce le discours de proclamation — c'est-à-dire une allocution solennelle destinée à rappeler les grandes lignes de L'Escalade à la population rassemblée. La dernière étape sur le parvis de la Cathédrale se termine traditionnellement par un grand feu de joie.
Cette animation très particulière qu'est le Cortège ferait de l'Escalade la plus importante reconstitution historique d'Europe.

### La Proclamation
La tradition de la Proclamation remonte vraisemblablement déjà aux premiers Cortèges du début du XXe siècle. À cette époque, prononcer un discours solennel permettait d'exalter le sentiment de patriotisme genevois ; la Proclamation prenait alors parfois un accent moralisateur assez marqué à l'égard des catégories de la population qui s'adonnaient aux mascarades et/ou qui ne considéraient pas avec le respect voulu les commémorations de l'Escalade et la mémoire de ses héros.
De tout temps lors des Cortèges, les Proclamations sont lues par le ou les hérauts. Cet aspect très particulier se veut un clin-d’œil au passé. En effet, pendant longtemps à Genève (et encore en 1602), un « crieur ordinaire » était chargé d'annoncer à la population les décrets ou avis pris par la Seigneurie, le Petit Conseil ou le Conseil des Deux-cents. Le rôle du héraut moderne est donc en accord avec la tradition genevoise, à deux exceptions cependant, la teneur de la proclamation et l'apparat : lors du Cortège, il ne s'agit pas de communiquer une décision politique, mais d'évoquer la mémoire, de rappeler à la population l'épisode de l'Escalade. On peut considérer de ce fait que le héraut moderne occupe davantage une fonction honorifique de garant et de passeur de mémoire auprès des générations qui se succèdent. Concernant l'apparat, le héraut du Cortège est un cavalier vêtu aux couleurs de Genève — son costume date du début du XXe siècle, alors que le crieur était un simple piéton vêtu plutôt sobrement et en civil ; les trompettes qui accompagnent le héraut de Cortège, elles, ont pu cependant déjà annoncé le « crieur ordinaire ».

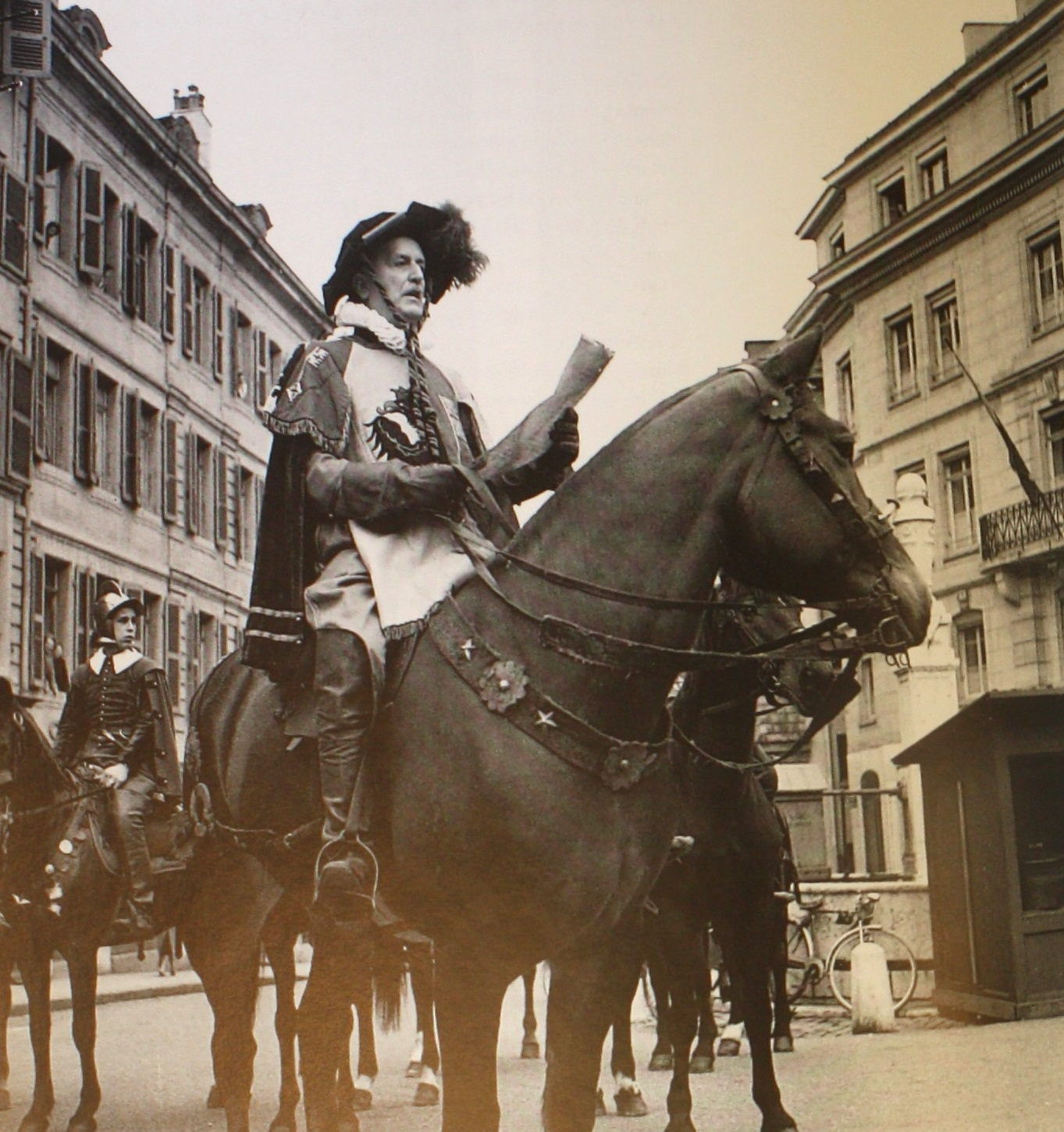
Lecture de la proclamation par le héraut Marcel Kursner en décembre 1952.

#### Ce qui est prononcé
Il convient ici de distinguer d'abord deux sortes de proclamations : celles destinées à une prononciation publique, et celles destinées à être publiées dans la presse. Cette distinction voulue dans les premières décennies suivant la création de la Compagnie de 1602 n'existe plus aujourd'hui.
En ce qui concerne le texte de la Proclamation, au cours du XXe siècle et jusqu'en 1997, il évolue, se modifie, et intègre parfois la dure réalité de l'histoire contemporaine (en 1914-18 ou en 1939-1945 par exemple).
En 1997, deux auteurs Jean-Etienne Genecand et David Foldi collaborent à un nouveau projet de proclamation, plus fidèle à l'histoire, tant par la forme en vieux-français que par le fond ; la version retranscrite ci-dessous est, par son assertion finale, une proclamation à vocation scripturale. Toutefois, son propos reste très proche, exceptions et corrections mises à part, de celui tenu par le héraut lors du Cortège de l'Escalade.

« On vous faict ascavoir de la part de Nos Tres Honorez Seygneurs Sindicques et Conseyl de ceste citez que Monseygneur le duc Charles Emmanuel, effectuant ses mauvais desseins de nous envahyr et surprendre, nous a faict attaquez dans la nuict du 11 au 12 décembre 1602. Il a faict mener au devant de nostre ville envyron 2000 hommes d'eslite, tant de cheval que de piez. Ces gens ont faict dressez des echelles en ung quartier de la ville qu'ilz ont jugez le plus foible et ont usez de telle diligence que sont entrez envyron 200 cuyrasses. Les ungs se sont attaquez a la porte Neufve pour le peztarder et faire entrer le gros des forces ducales, les autres a la porte de la Monnoie pour penetrer au milieu de la ville. Mais il a plu a nostre bon Dieu nous regarder de son oeyl favorable et donner cœur au nostres en sorte qu'ilz les ont repoussez sy vivement, qu'aprestz en avoir tuez sur place la meilleure partye, le reste s'est prescipitez par les muraylles.
Nos dicts Tres Honorez Seigneurs enjoignent a toutes les personnes de quelque qualitez, aage, sexe ou condition qu'elles soyent de celebrer le souvenyr de ceste Miraculeuse Delivrance et de perpestuer la mesmoire de ceulx qui sacrifierent leurs vies adfin de guarder a Geneve sa foy, ses libertez, ses franchises et sa gloryeuse renommez.
Ilz ont ordonnez et ordonnent que la presente cryez soit lue et publiez a son de trompette par le cryeur ordinaire de ceste ville dans tous les carrefours et places publyques.
Faict a Geneve, ce trois cent quatre vingt treyziesme annyversaire de l'Escalade. »

### Composition du Cortège
| Groupes                           | Composition |
| --------------------------------- | --- |
| Groupe du Héraut                  | Batterie de tambours (Cadets de Genève et Tambours du Lion, Grand-Saconnex) Drapeau collecteur Trompettes de la Compagnie de 1602 Monsieur le Héraut et poursuivants |
| Groupe des Autorités              | Huissiers Monsieur le Sautier Délégation du Petit Conseil Seigneurs syndics Anciens syndics Huissiers Délégation du Conseil des Deux-Cents Conseillers |
| Groupe de la justice              | Fifres et tambours (Basler Verein Genf) Guets Monsieur le Seigneur lieutenant de Justice Auditeurs Gardes Le Geôlier Le Bourreau et ses aides Isaac Mercier Garde soldée |
| Groupe des Ecclésiastiques        | Théodore de Bèze Vénérable compagnie des pasteurs et professeurs Régents du collège Escholiers |
| Peuple de Genève                  | Fifres et tambours (Ensemble du Conservatoire populaire de musique) Dame Royaume et Dame Piaget Femme et enfants Char des trophées Femmes et enfants |
| Ceux de la campagne               | Fifres et tambours (Ondine genevoise) Monsieur le Châtelain de Jussy et sa dame Cornette et suite de Monsieur le Châtelain Communiers de Jussy Fifres et tambours (Tambours et fifres de Meyrin) Monsieur le Châtelain de Peney Cornette et suite de Monsieur le Châtelain Monsieur le Ministre des Evangiles et communiers de Peney Bossette                                                                    |
| Compagnie de la milice bourgeoise | Trompettes de l’Escalade Monsieur le Commandant de la milice Bourgeoise Cornette et Adjudants Batterie de tambours (Compagnie de 1602) Section d’arquebusiers Le mantelet Monsieur le Commandant de la milice de quartier Cornette et Adjudants Le Pétardier Artilleurs avec leur pièce (Falco) Fifres et tambours (Société l’Emprô-Genève) Section de piquiers (A.S.S.O) Drapeau collecteur Section d’argoulets |
| Eclairage                         | Porteurs de Torches |

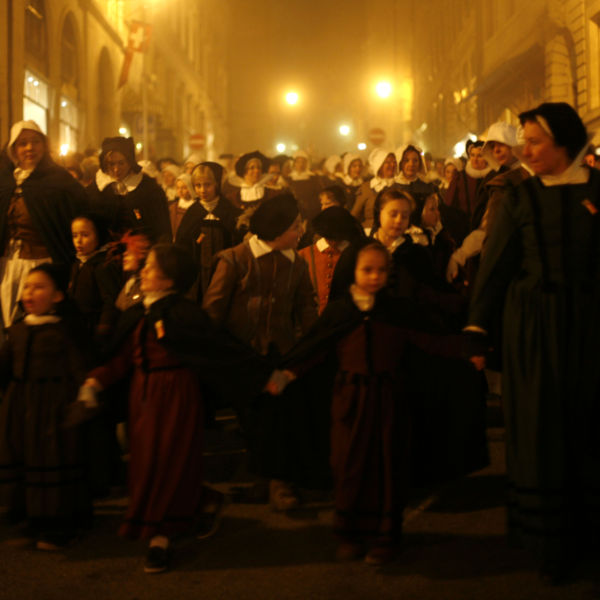
Femmes et enfants de 1602.
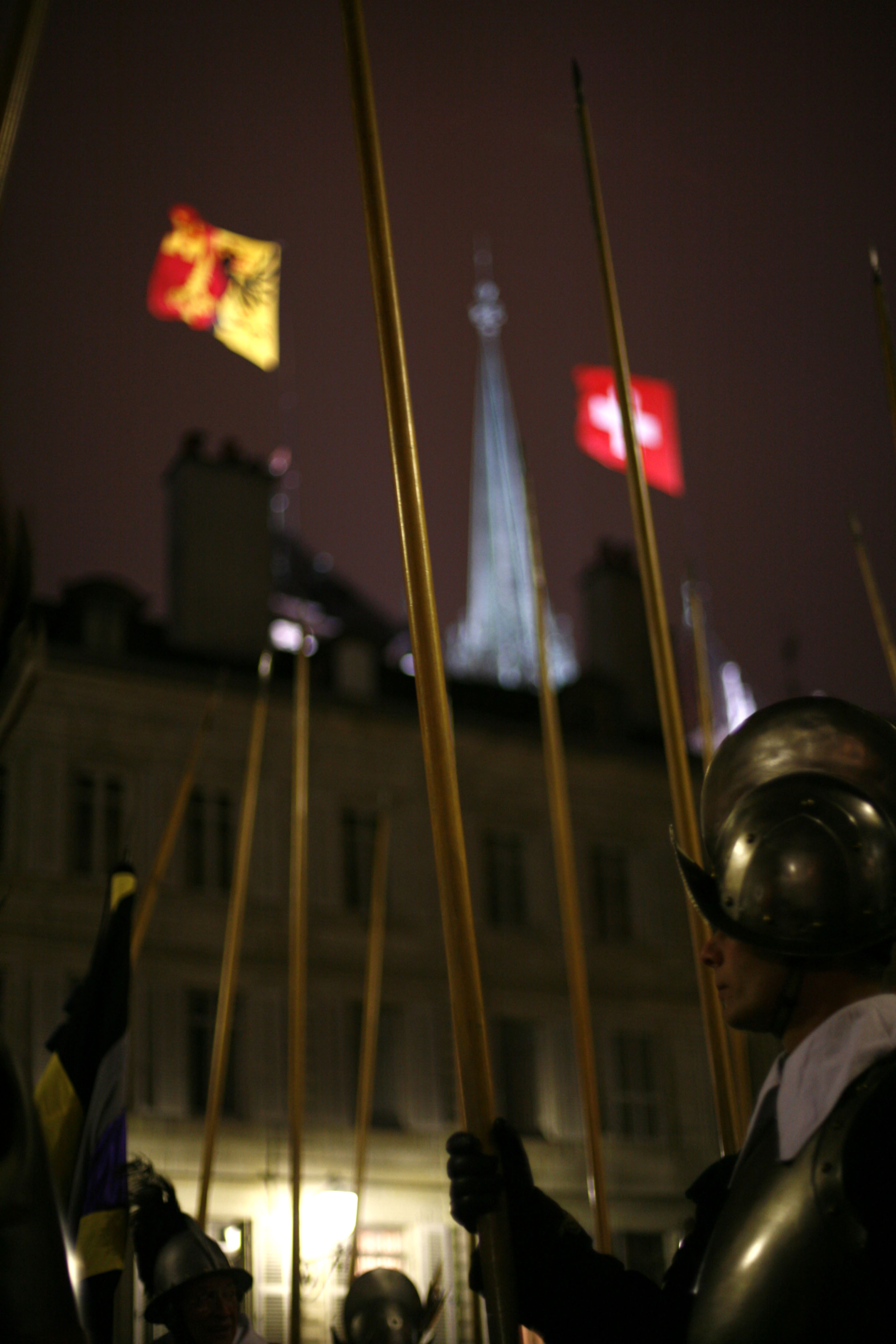
Piquiers au Bourg-de-Four lors du Cortège - la Cathédrale en arrière-plan.
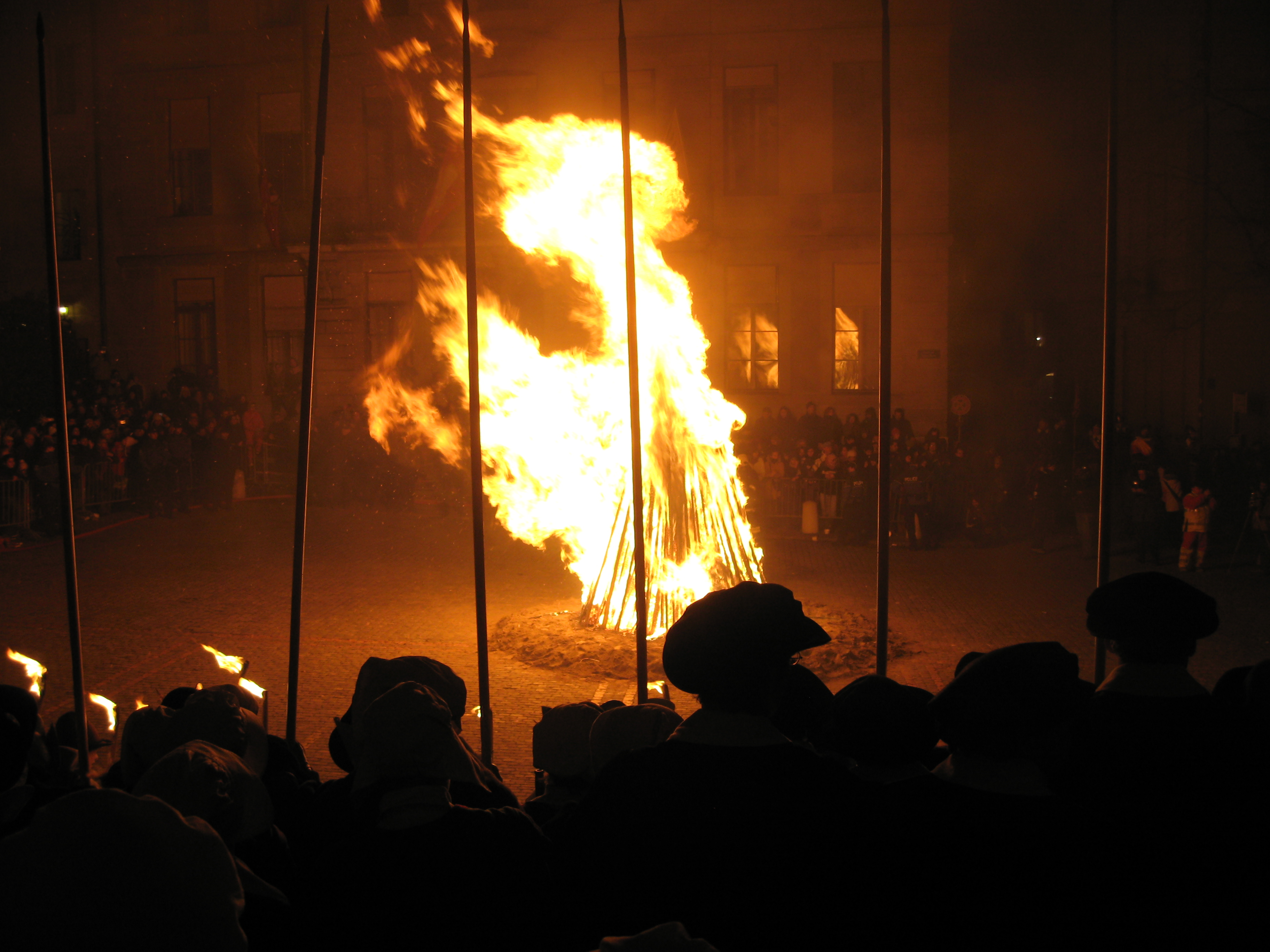
Feu de joie dans la Cour Saint-Pierre lors de l'arrivée du Cortège.
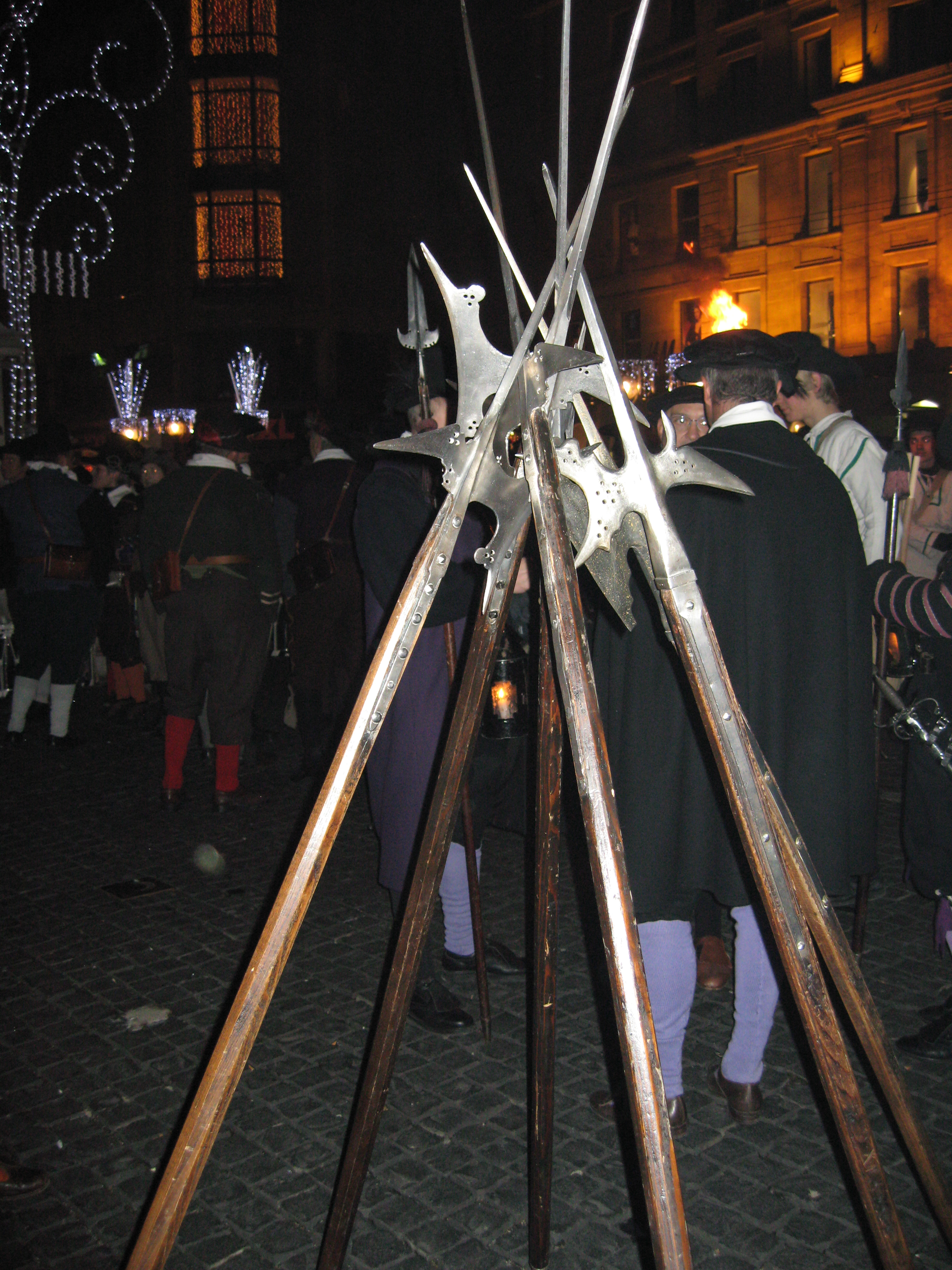
Hallebardes à la place du Molard.

## La Compagnie au cœur de la vie genevoise
L'organisation bénévole des manifestations et la gratuité de toutes les animations proposées sont de manière générale la source d'un soutien populaire important — cela se vérifie par l'affluence croissante lors du week-end des festivités. Cela dit, malgré la forte dimension populaire et patrimoniale de ces manifestations aucune subvention étatique n'est versée — quoiqu'un soutien politique existe sous d'autres formes. C'est donc à travers les dons de certaines entreprises ou fondations genevoises renommées et grâce aux ventes de différents produits (publications, musiques, timbres, médailles,...) que la Compagnie peut entretenir son arsenal et prévoir les fêtes suivantes.
Par ailleurs, en dehors des festivités de l'Escalade à proprement parler, de nombreux membres costumés participent à des visites dans des hôpitaux et des maisons de retraite. Une tournée de proclamation a également lieu auprès des institutions internationales afin de faire connaître à la communauté des expatriés les traditions genevoises et plus particulièrement l'Escalade. Notons enfin que la Compagnie de 1602 et la Compagnie des Vieux-Grenadiers de Genève sont — quoique amies — deux associations distinctes défendant et reconstituant des événements historiques différents.

## Extra-muros
En dehors des frontières cantonales, la Compagnie participe occasionnellement à d'autres événements d'ampleur nationale ou européenne. Citons par exemple des participations au Sechseläuten, au Marché-concours de Saignelégier, une visite au Palais Fédéral à Berne ou encore une démonstration à Paris, à l'hôtel des Invalides.

## Critiques
Au cours de son histoire, la Compagnie de 1602 a dû essuyer certaines critiques. À intervalles réguliers, l'aspect très militariste et/ou dogmatique de cette association est souligné. Ainsi, la présence de nombreux groupes armés (piquiers, assaut, arquebusiers, artillerie) au sein du cortège, a-t-elle pu susciter certains commentaires de la part de groupes antimilitaristes. D'autre part, l'aspect très officiel et solennel des commémorations organisées a pu par le passé déplaire aux partisans d'une Escalade plus « carnavalesque » : ce fut notamment le cas en 1978, mais de façon passagère, lors de la création de la Course de l'Escalade.

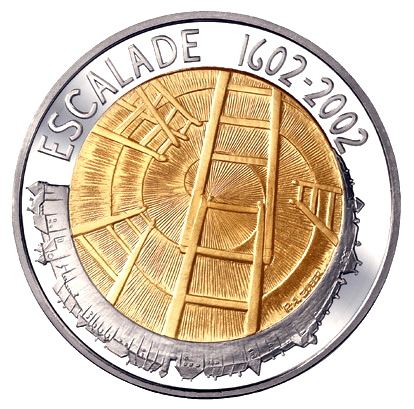
Pièce commémorative- anniversaire de l'Escalade (5CHF).

## Le400eanniversaire
En 2002, à l'occasion du 400e anniversaire de l'Escalade, la Compagnie de 1602 a créé un spectacle vivant au Parc des Bastions. Intitulée Sur les ailes du temps, cette pièce en plein air qui regroupa plus de 300 figurants et 25 acteurs principaux se proposaient de retracer l'histoire de l'Escalade, tant l'événement en lui-même que ses causes et conséquences,.
La création d'une pièce commémorative (5CHF), la mise en circulation d'un timbre-poste, l'organisation d'un Cortège inaugural le 1er juin 2002, la publication de nombreux articles et ouvrages de références ou la collaboration avec le comité de la Course de l'Escalade pour la création d'une course commémorative inédite — c'est-à-dire : la Course du Duc — marquèrent également le 400e anniversaire.

## L'Escalade et l'Unesco
Avec le temps, différentes façons de célébrer, commémorer ou se moquer de l'attaque du Duc de Savoie sont apparues : parmi les plus anciennes, le Culte de l'Escalade — qui remonte à décembre 1603. Beaucoup plus tard, en 1978, la course de l'Escalade, manifestation populaire et sportive, a vu le jour ; aujourd'hui son succès va toujours croissant. Au cours des dernières décennies, il faut aussi mentionner les traditions scolaires et collégiennes de cortèges, de déguisements et du picoulet, certes moins institutionnalisées, mais tout aussi importantes. Par leur ampleur et leur diversité, ces différentes manifestations témoignent de l'attachement de la population de la région genevoise et du bassin lémanique à la fête de l'Escalade. Dans ce contexte, un projet a été mené en vue de l'inscription de la tradition de l'Escalade à l'inventaire du patrimoine culturel immatériel de l'Unesco. La première phase de cette démarche, soutenue par les trois acteurs principaux des manifestations de l'Escalade — Le comité de la Course de l'Escalade, l’Église protestante de Genève et la Compagnie de 1602 - a abouti en octobre 2011 ; l'Escalade est maintenant reconnue officiellement auprès de la Confédération suisse sur la Liste des traditions vivantes de Suisse,.